# Larinus turbinatus
Larinus turbinatus is een keversoort uit de familie snuitkevers (Curculionidae). De soort is inheems in het westen van het Palearctisch gebied, van Turkestan en de Kaukasus tot Zuid-Europa en het zuiden van Centraal-Europa. Hij is geïntroduceerd in Noord-Amerika.

## Kenmerken
De volwassen kever heeft een compacte ovale vorm. Hij is compacter dan de meeste andere Larinus-soorten, waaronder de tevens talrijke wollige distelsnuitkever (Larinus planus/L. carlinae). Het exoskelet is zwart en bedekt met grijze haartjes. De dekschilden (elytra) zijn gezamenlijk ongeveer anderhalf keer zo lang als breed en bedekt met gele vlekken. Het halsschild (pronotum) is breder dan lang en bedekt met grote en kleine gele stippen. Omdat de kever eieren afzet in pas geopende bloemen, hoeft het vrouwtje niet door de knop heen te bijten. De kever heeft derhalve een relatief korte snuit.

## Habitat en leefwijze
Larinus turbinatus is een warmteminnende soort die vooral voorkomt op open of braakliggende gebieden waar distels groeien; de waardplant van de kever. Overdag voeden ze zich ook op andere composieten.
Het vrouwtje boort een gang in een pas geopende distelbloem en legt hier een enkel ei in. Vervolgens gaat ze naar een aangrenzende bloem en legt zo ten minste vijf à zes eieren per dag. Het vrouwtje vermijdt bloemen die reeds door de wollige distelsnuitkever zijn bezet, maar het komt regelmatig voor dat larven van soortgenoten in dezelfde bloem ontwikkelen. Zodra twee gangenstelsel elkaar raken, zal de sterkere larve de zwakkere verdrijven of doden. De larve voedt zich met het vruchtbeginsel en het weefsel van het hoofdje van de distel. De verpopping vindt plaats in de afstervende distelbloem.

## Naamgeving
De soortnaam turbinātus is Latijn voor 'kegelvormig' en verwijst naar de vorm van het lichaam. De geslachtsnaam Larinus is afgeleid van het Oudgriekse larinos (λαρινός) 'mollig' en verwijst naar de afgeronde vorm van het lichaam.